# Bączylas
Bączylas – wieś w Polsce położona w województwie wielkopolskim, w powiecie gostyńskim, w gminie Poniec.

## Nazwa
Miejscowość ma metrykę średniowieczną i w dokumentach wymieniana jest od XIV wieku. W 1395 jako Belcziflas, Belczislasz, 1404 Belczilas, 1409 Belczilasz, 1413 Belczilassz, 1420 Belczlesse, 1435 Belczyleschy, 1510 Belczilass, 1530 Belczilasch, 1563 Belczylyass, 1566 Belcziliasz.

## Historia
Wieś początkowo była własnością szlachecką należącą do lokalnej szlachty wielkopolskiej z rodu Bełczywlas, a później do Rokosowskich. W 1435 leżała w powiecie kościańskim Korony Królestwa Polskiego. W 1510 miejscowość leżała w parafii Żytowiecko.
W latach 1395-1409 notowany był Mikołaj Bełczywlas, z Bączylasu, który w 1396 prowadził spór sądowy z Michałem z Piechanina dowodząc, że prawnie zabrał mu mienie. W 1413 odnotowany został Pietrzyk kmieć z Bączylasu oraz jego siostra mieszczka w Gostyniu, żona złotnika, którzy przegrali spór z Bernardem Odornikiem z Mirzewa o sołectwo w Mirzewie (obecnie Mierzejewo). W latach 1420–1452 jako właściciel we wsi odnotowany został Tomisław Bełczek Rokosowski. W 1432 woźny sądu ziemskiego zapowiedział dziedziny Rokosowo, Bączylas, Karsiec, Sławikowice jako własność Bełczka i Dziersława oraz Mikołaja i Wojciecha Bełczków.
W 1435 Dziersław Rokosowski zapisał swojej żonie Dorocie 280 grzywien macierzyzny i 60 grzywien ojcowizny na połowie części w Rokosowie i Bączylesie, przypadłych mu z podziałów majątku z braćmi. W 1437 w kojenym dokumencie zapisał żonie Dorocie po 170 grzywien posagu oraz wiana na połowie wsi Rokosowo i Bączylas. W 1469 Wawrzyniec Rokosowski zapisał swojej żonie Katarzynie po 100 grzywien posagu oraz wiana na połowie połowy swych dóbr w Rokosowie i Bączylesie, należnej mu z podziałów majątkowych z braćmi.
W 1477 Eliasz Rokosowski dał w działach bratu Stanisławowi Rokosowskiemu czwartą część wsi Karsiec oraz połowę wsi, czyli folwarku, a ten dał mu Bączylas oraz 1/4 Rokosowa. W 1507 kupił on od Jadwigi, żony Jana Przelepskiego, części majątku po ojcu we wsiach Rokosowo, Bączylas, Karsiec, Sławikowice za jeden łan osiadły w Dzierżanowie w powiecie pyzdrskim oraz za 76 grzywien.
Wieś odnotowały historyczne rejestry podatkowe. W 1510 odnotowani zostali miejscowi dziedzice: Wawrzyniec i Maciej Rokosowscy oraz Jan i Maciej, a także należący do nich folwark, 16 łanów kmiecych], w tym 4 łany opuszczone. W 1529 Maciej Rokosowski zapisał wikariuszom katedry poznańskiej 50 grzywien na Rokosowie i Bączylesie. W 1530 pobrano podatki z 8 łanów. W 1566 pobór odbył się z części Jakuba Rokosowskiego od 10,5 łana kmiecego, 3 zagrodników, karczmy. Z części należącej do Adama Rokosowskiego pobrano podatek od 1,5 łana oraz dwóch zagrodników, a z części Andrzeja Rokosowskiego z jednego łana. W 1581 pobór miał miejsce z części Adama Rokosowskiego od 1/2 łana i jednego zagrodnika, z części Andrzeja Rokosowskiego od jednego łana, z cześci po zmarłym Jakubie Rokosowskim od 12,5 łana, 3 zagrodników, i jednego kolonisty.
W wyniku II rozbioru Rzeczypospolitej w 1793, miejscowość przeszła w posiadanie Prus i jak cała Wielkopolska znalazła się w zaborze pruskim. W okresie Wielkiego Księstwa Poznańskiego (1815-1848) miejscowość należała do wsi większych w ówczesnym pruskim powiecie Kröben (krobskim) w rejencji poznańskiej. Bączylas należał do okręgu krobskiego tego powiatu i stanowił część majątku Rokosowo, którego właścicielem był wówczas (1846) Józef Mycielski. Według spisu urzędowego z 1837 roku wieś liczyła 180 mieszkańców, którzy zamieszkiwali 20 dymów (domostw).
Wieś rycerska, własność księcia Zygmunta Czartoryskiego, położona była w 1909 roku w powiecie gostyńskim |rejencji poznańskiej w Wielkim Księstwie Poznańskim.
W latach 1975–1998 miejscowość administracyjnie należała do województwa leszczyńskiego.